# Могилёвский район
Могилёвский район (бел.  Магілёўскі раён) — административная единица в центре  Могилёвской области  Беларуси. Административный центр — город Могилёв.
Численность населения — 39 163 человек (на 1 января 2025 года).

## Административно-территориальное деление
За время существования района его административно-территориальное деление не раз менялось. Последние изменения:
- решением  Могилёвского областного Совета депутатов от 17 июля 2006 года № 18-12 Тишовский сельсовет переименован в Буйничский сельсовет в связи с переносом центра сельсовета из деревни Тишовка в деревню Буйничи[6];
- решением  Могилёвского областного Совета депутатов от 23 декабря 2009 года № 17-16 упразднён  Брылевский сельсовет, а населённые пункты упразднённого сельсовета отнесены к  Кадинскому и  Мостокскому сельсоветам[7].

Могилёвский район в административном отношении подразделяется на 15 сельсоветов:
- Буйничский
- Вейнянский
- Вендорожский
- Дашковский
- Заводскослободский
- Кадинский
- Княжицкий
- Маховский
- Мостокский
- Пашковский
- Подгорьевский
- Полыковичский
- Семукачский
- Сидоровичский
- Сухаревский

Упразднённые сельсоветы:
- Брылевский

## География
Площадь 1900 км². Основные реки — Днепр с притоками Вильченка, Повна с Лозневкой, Дубровенка,  Лахва с Лахвицей и Живорезкой;  Друть с притоками Орлянка и Греза (истоки); Реста с притоком Рудея.

### Экология
С советских времен город Могилёв считался экологически неблагополучным, в конце 80-х — начале 90-х здесь действовало получившее тогда широкую известность экологическое движение «Глаза земли».
В 2018 году было обнаружено серьёзное нарушение экологических норм при сбросе сточных вод новых промышленных предприятий СЭЗ «Могилёв», в результате которых были загрязнены малые реки Дегтярка и Вильчанка, а также Вильчанское водохранилище.

## Геральдика
Герб и флаг учреждены Указом  Президента Республики Беларусь от 18 апреля 2019 года № 150 и зарегистрированы в Государственном геральдическом регистре Республики Беларусь 20 мая 2019 года № Б-220 и № Б-221.

## История
Район образован 17 июля 1924 года и входил в состав  Могилёвского округа. 26 июля 1930 года округа в республике были устранены, после чего Могилёвский район непосредственно входил в состав БССР с 26 июля 1930 года по 15 января 1938 года.
2 марта 1931 года в результате упразднения  Луполовского района к Могилёвскому району были присоединены 8 сельсоветов. 5 апреля 1935 года 4 сельсовета Могилёвского района были переданы  Белыничскому району.
20 февраля 1938 года постановлением Президиума ЦИК БССР районы включались в состав областей. К  Могилёвской области был отнесен 21 район, в том числе Могилёвский.
25 декабря 1964 года к Могилёвскому району был присоединён Сухаревский сельсовет  Чаусского района.
27 марта 1973 года в городскую черту города Могилёва включены деревни Малая Боровка Дарского сельсовета, посёлки Гомельское шоссе, Долгое, Славгородское шоссе  Вейнянского сельсовета и Дубинец  Полыковичского сельсовета Могилёвского района  Могилёвской области.

## Демография
Численность населения — 39 163 человек (на 1 января 2025 года). Численность населения — 39 540 человек (на 1 января 2024 года).
Население района составляет 40 165 человек (без населения города Могилёва на 1 января 2023 года).
По итогам  переписи 2019 года, 88,9 % жителей района назвали себя  белорусами, 5 % —  русскими, 1,06 % —  украинцами, 0,09 % —  поляками.
| Численность населения Могилёвского района (по годам:) | Численность населения Могилёвского района (по годам:) | Численность населения Могилёвского района (по годам:) | Численность населения Могилёвского района (по годам:) | Численность населения Могилёвского района (по годам:) | Численность населения Могилёвского района (по годам:) | Численность населения Могилёвского района (по годам:) | Численность населения Могилёвского района (по годам:) |
| 1939                                                  | 1959                                                  | 1970                                                  | 1979                                                  | 1989                                                  | 1996                                                  | 2001                                                  | 2022                                                  |
| ----------------------------------------------------- | ----------------------------------------------------- | ----------------------------------------------------- | ----------------------------------------------------- | ----------------------------------------------------- | ----------------------------------------------------- | ----------------------------------------------------- | ----------------------------------------------------- |
| 87 772                                                | ↘71 833                                               | ↘70 299                                               | ↘58 167                                               | ↘55 184                                               | ↘50 000                                               | ↘45 873                                               | ↘45 481                                               |
| 2003                                                  | 2004                                                  | 2005                                                  | 2006                                                  | 2007                                                  | 2008                                                  | 2009                                                  | 2010                                                  |
| ↘45 083                                               | ↘44 632                                               | ↘44 294                                               | ↘44 268                                               | ↗44 320                                               | ↘44 254                                               | ↘43 863                                               | ↘42 837                                               |
| 2011                                                  | 2012                                                  | 2013                                                  | 2014                                                  | 2015                                                  | 2016                                                  | 2017                                                  | 2018                                                  |
| ↘41 910                                               | ↘41 099                                               | ↘40 571                                               | ↘40 120                                               | ↗40 181                                               | ↗40 234                                               | ↘40 130                                               | ↗40 230                                               |
| 2019                                                  | 2020                                                  | 2021                                                  | 2022                                                  | 2023                                                  | 2024                                                  | 2025                                                  | 2026                                                  |
| ↘39 667                                               |                                                       |                                                       |                                                       | 40 165                                                | ↘39 540                                               | ↘39 163                                               |                                                       |

На 1 января 2018 года 18 % населения района были в возрасте моложе трудоспособного, 51,3 % — в трудоспособном возрасте, 30,7 % — в возрасте старше трудоспособного. Средние показатели по Могилёвской области — 17,5 %, 56,8 % и 25,7 % соответственно. 51,2 % населения составляли женщины, 48,8 % — мужчины (средние показатели по Могилёвской области — 52,9 % и 47,1 % соответственно, по Беларуси — 53,4 % и 46,6 %).
Коэффициент  рождаемости в районе в 2017 году составил 13 на 1000 человек, коэффициент  смертности — 15,9. Средние показатели рождаемости и смертности по Могилёвской области — 10,5 и 13,6 соответственно, по Беларуси — 10,8 и 12,6 соответственно. Всего в 2017 году в районе родилось 523 и умерло 638 человек.
В 2017 году в районе было заключено 397 браков (9,9 на 1000 человек, средний показатель по Могилёвской области — 7,1) и 134 развода (3,3 на 1000 человек, средний показатель по Могилёвской области — 3,6). По числу заключённых браков район занимает 1-е место в области, по числу разводов — 8-е место.
В 2008—2013 годах из района чаще уезжали, чем приезжали; в 2005 и 2014—2017 годах наблюдался миграционный прирост:
Миграция населения:

## Экономика
Валовой сбор зерновых и зернобобовых, тыс. т:
```
| 
Урожайность зерновых и зернобобовых
, ц/га
[
31
]
:
```

Производство молока, тыс. т:

Среднемесячная номинальная начисленная заработная плата (до вычета подоходного налога и второй части страховых отчислений) в 2017 году в районе составила 714,6 рублей ($ 355). Район занимает 2-е место в Могилёвской области, уступая только Могилёву (768,6 рублей), и 22-е место по уровню заработной платы среди 129 районов и городов областного подчинения Беларуси.

### Промышленность
Промышленность района представлена предприятиями металлообработки, деревообработки, пищевой и строительных материалов отраслями.
Район производит 9,7 % промышленной продукции всей Могилёвской области. Крупнейшие промышленные предприятия Могилёвского района — деревообрабатывающие (оба открыты в 2010-х годах и принадлежат иностранным акционерам):
- ИООО «Кроноспан ОСБ» (48,5 % объёма промышленного производства);
- ИООО «ВМГ Индустри» (30,4 %; производство ДСП, фанеры, мебели[35]).

Другие крупные предприятия — «Завод „Вейнянский родник“», «Стальная линия», «Агрокомплект», «Политекс», «Кристалл», «Арматурный завод».

### Сельское хозяйство
Могилёвский район является одним из крупнейших производителей сельскохозяйственной продукции области. Специализация — мясо-молочное производство с развитым зерновым хозяйством и возделыванием кормовых культур, овощеводство.
Общая посевная площадь сельскохозяйственных культур в организациях района (без учёта фермерских и личных хозяйств населения) в 2017 году составила 73 275 га (733 км², 1-е место в Могилёвской области). В 2017 году под зерновые и зернобобовые культуры было засеяно 32 150 га, под лён — 50 га, под сахарную свеклу — 1605 га, под кормовые культуры — 33 571 га. Валовой сбор зерновых и зернобобовых культур в сельскохозяйственных организациях в 2017 году составил 129,1 тыс. т. По валовому сбору зерновых в 2017 году район занял 1-е место в Могилёвской области. Средняя урожайность зерновых в 2017 году составила 42,1 ц/га (средняя урожайность по Могилёвской области — 33,4 ц/га, по Белоруссии — 33,3 ц/га). По этому показателю район занял 3-е место в Могилёвской области после Шкловского и Круглянского. Валовой сбор свеклы сахарной в сельскохозяйственных организациях составил 51,7 тыс. т в 2017 году при урожайности 344 ц/га (средняя урожайность по Могилёвской области — 366 ц/га, по Белоруссии — 499 ц/га).
На 1 января 2018 года в сельскохозяйственных организациях района содержалось 43,9 тыс. голов крупного рогатого скота, в том числе 13,6 тыс. коров, а также 84,7 тыс. свиней и 4929,3 тыс. голов птицы. По поголовью крупного рогатого скота район занял 3-е место в Могилёвской области после Шкловского и Горецкого, по поголовью свиней — 1-е, по поголовью птицы — 1-е (больше, чем во всех остальных районах области вместе взятых). В 2017 году сельскохозяйственные организации района реализовали 106,6 тыс. т скота и птицы на убой (в живом весе) и произвели 71,7 тыс. т молока. По производству молока район занял 2-е место в Могилёвской области после Шкловского. Средний удой молока с коровы — 5262 кг (средний показатель по Могилёвской области — 4296 кг, по Белоруссии — 4989 кг).
В районе зарегистрировано 15 сельскохозяйственных организаций:
- ОАО «Могилёвский ленок»;
- ОАО «Тишовка»;
- ЗАО "Агрокомбинат «Заря»;
- ОАО «Полыковичи»;
- Филиал «Вендорож» РУП «Могилёвэнерго»;
- ОАО "Фирма «Кадино»;
- ОАО "Фирма «Вейно»;
- ОАО "Экспериментальная база «Дашковка»;
- ОАО "Агрокомбинат «Восход»;
- ОАО "Агрокомбинат «Приднепровский»;
- ЗАО «Серволюкс Агро»;
- СДП «Авангард» ТРУП «Могилёвское отделение Белорусской железной дороги»;
- ЧУП "Птицефабрика «Елец»;
- ОАО «Могилёвская райагропромтехника»;
- Филиал «Сухаревский» ОАО "Агрокомбинат «Приднепровский».

## Транспорт
Через район проходят железные дороги на Осиповичи,  Оршу, Кричев, Жлобин, автодороги на Бобруйск, Минск,  Оршу, Чериков, Гомель. На Днепре осуществляется судоходство.

## Образование
В 2017 году в районе насчитывалось 26 учреждений дошкольного образования (включая комплексы «детский сад — школа») с 1,5 тыс. детей. В 2017/2018 учебном году в районе действовало 19 учреждений общего среднего образования, в которых обучалось 3,3 тыс. учеников. В школах района работало 504 учителя. В среднем на одного учителя приходилось 6,6 учеников (среднее значение по Могилёвской области — 8,4, по Беларуси — 8,7).
Крупнейшие учебные заведения расположены в Могилёве. На территории Могилёвского района, в агрогородке Буйничи, расположен Могилёвский государственный профессиональный агролесотехнический колледж имени  К. П. Орловского (готовит трактористов-машинистов, слесарей, операторов животноводческих комплексов и механизированных ферм, водителей категории C, операторов машинного доения, лесников, егерей, продавцов).

## Культура
- Историко-краеведческий музей в  Дашковка
- Музей Боевой Славы на базе средней школы в Тишовка
- Историко-краеведческий музей в аг.  Восход
- Краеведческий музей в аг. Межисетки

## Достопримечательности
- Белорусская этнографическая деревня XIX века в агрогородке Буйничи
- Мемориальный комплекс «Буйничское поле»
- Мемориальный знак  Константину Михайловичу Симонову, участвовавшему в битве на  Буйничском поле и отразившему эти события в романе «Живые и мёртвые» (установлен на  Буйничском поле вблизи агрогородка Буйничи)
- Зоосад в агрогородке Буйничи
- Мемориал бойцам сводного батальона милиции легендарного капитана  Константина Владимирова в деревне  Гаи[49]
- Часовня в  Салтановке, посвящённая  битве во времена Отечественной войны 1812 года
- Дашковский парк в аг.  Дашковка. Памятник ландшафтной архитектуры
- Полыковичская криница в аг.  Полыковичи. Памятник природы республиканского значения
- Свято-Покровская церковь в аг.  Вейно
- Свято-Успенская церковь в д. Голени 1
- Костёл Святого Николая в аг.  Княжицы

## Галерея
- Мемориальная каплица в  Салтановка
- Мемориальный комплекс "Буйничское поле" в Буйничи
- Полыковичская криница в  Полыковичи
- Свято-Покровская церковь в  Вейно
- Свято-Успенская церковь в Голени 1
- Костёл Святого Николая в  Княжицы
- Мемориальный знак  К. С. Симонову